# Daysciaena
Daysciaena is een monotypisch geslacht van straalvinnige vissen uit de familie van ombervissen (Sciaenidae).

## Soort
- Daysciaena albida